# Aloys von Kaunitz-Rietberg
Aloys, príncipe de Kaunitz-Rittberg (Viena, 20 de junio de 1772-París, 1848) fue un diplomático y noble austríaco, al servicio de Francisco I de Austria.

## Biografía
Fue hijo de Dominik Andreas, II príncipe de Kaunitz-Rietberg (1739-1812) y la condesa Bernardine von Plettenberg-Wittem. Su padre era hijo del canciller de la emperatriz María Teresa, Wenzel Anton.  
Su padre fue el último conde de Rietberg, que sería mediatizado en 1806/1807 al reino de Wurttemberg. Aloys heredaria el título de conde de Rietberg y las tierras de esta casa mediatizada.  
Comenzó la carrera diplomática que había seguido su padre, siendo nombrado enviado del emperador Francisco II en Copenhague. 

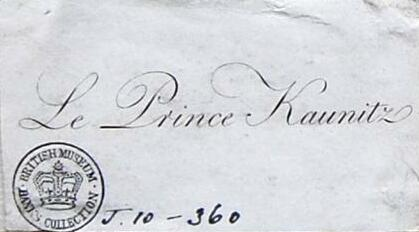
Tarjeta de visita de Aloys en la época del Congreso de Viena (1814-1815)

En 1815 sería nombrado embajador en Madrid, adonde llegaría en el mes de agosto. Según el Kalendario y Guía de Forasteros correspondiente a 1816, en la capital de España Kaunitz vivía en la calle de Hortaleza. Su padre y su abuelo habían sido también embajadores en España en época de Carlos III.
En 1816 el embajador de España en Viena, duque de San Carlos, informó de conductas indeseables de Kaunitz en Viena y a finales de 1816 sería destituido de su puesto por Francisco I de Austria. Partió a Viena a principios de 1817, siendo posteriormente nombrado embajador ante la Santa Sede. Continuaría en este cargo hasta 1820.
Tras su embajada en Roma, volvería a Viena. Tendría que abandonar esta ciudad en 1822 por orden del emperador ante un escándalo de abusos sexuales de Aloys sobre bailarinas jóvenes adolescentes. En su época se adujeron problemas financieros.
Hacia 1824 el príncipe se encontraba en Bruselas donde sus pasos eran seguidos por la policía. Para su vigilancia se citaban cuestiones relativas a la gran cantidad de deudas de Aloys.
Moriría en París en 1848. A su muerte, el título de conde de Rietberg sería asumido por el príncipe de Liechtenstein, quien aún lo lleva en su titulatura completa.

## Matrimonio y descendencia.
Contrajo matrimonio con Franziska (1773-), hija de Guidobald Ungnad, conde de Weissenwolf. El matrimonio tendría tres hijas:
- Carolina (1801-), casada con el conde Anton Gundakar von Starhemberg.
- Leopoldine, (1803-) casada con Antonio, príncipe Palffy d'Erdoeud (1793).[6]
- Ferdinande, (1805-) casada con el conde Luis de Károlyi.

## Títulos, órdenes y empleos

### Títulos
- Conde de Rietberg.
- Príncipe de Kaunitz-Rietberg.

### Órdenes
- Caballero gran cruz de la Real Orden de San Esteban.( Imperio austríaco)
- Caballero gran cruz de la Orden de Dannebrog. ( Reino de Dinamarca)

### Empleos
- Embajador del emperador de Austria ante la Santa Sede. (1817-1820)
- Embajador del emperador de Austria ante el rey de España. (1815-1816)

### Individuales
1. ↑  «Kalendario manual y guía de forasteros en Madrid. Para el año de 1816». Calendario manual y guía de forasteros en Madrid: 65. 1816.
2. ↑  Almanacco Imperiale Reale: Per L' Anno (en italiano). Imp. R. Stamperia. 1820. p. 215. Consultado el 20 de octubre de 2023.
3. ↑  Année, M. (1829). «Kaunitz (Prince de)». Le Livre Noire de Messieurs Delavau Et Franchet, Ou Répertoire Alphabétique de la Police Politique Sous Le Ministère Déplorable: Ouvrage Imprimé D'après Les Registres de L'administration; Précédé D'une Introduction (en francés) 3. Moutardier. pp. 29-31. Consultado el 23 de octubre de 2023.
4. ↑  Oberhammer, Eva (31 de diciembre de 2011). «Rietberg (Grafschaft)». Historisches Lexikon des Fürstentums Liechtenstein online (eHLFL) (en alemán).
5. ↑  «Almanach de Gotha pour l'année 1848». Almanach de Gotha (Gotha): 135-136. 1848.
6. ↑  «Almanach de Gotha pour l'année 1848». Almanach de Gotha (Gotha): 168. 1848.